# BlackBerry Passport
BlackBerry Passport，又名BlackBerry Q30，是黑莓公司于2014年9月24日发表的智能手机，以商务人士作为主要使用人群。该款手机是程守宗担任黑莓公司CEO后发布的首款手机，此举是希望从过去智能手机市场挫败后卷土重来。手机搭载4.5英寸屏幕，配备了具备触控板功能的物理键盘，并预装了黑莓公司自行研发的BlackBerry 10.3系统。由于手机的外观酷似一本护照，因此这部手机在汉语里可称作为黑莓护照。

## 发展历史
2014年1月，黑莓公司CEO程守宗表示，在推出BlackBerry 10系统及其设备（包括BlackBerry Z10）后，由于Android和iPhone的市占率不断提高，黑莓的市占率大幅下降，因此黑莓作出了转变，以企业用户作为目标市场，并开始生产以配备物理键盘为主的智能手机，作为黑莓公司重组的一部分。2014年6月，程守宗表示黑莓将推出两款新机型，包括一款BlackBerry Passport（黑莓护照）和一款BlackBerry Classic（黑莓经典），其中BlackBerry Classic是BlackBerry Q10的继任机型，两款机型均配备黑莓过往机型的特色全键盘。此举是希望从过去智能手机市场挫败后卷土重来。程守宗还表示，BlackBerry Passport的键盘也作了重新设计，减少1排键，空格键置于键盘最后1排。
BlackBerry Passport于2013年开始设计，虽然外观酷似一本护照，但程守宗称该手机的推出会与其他智能手机做出竞争。
2014年9月24日，黑莓公司在新闻发布会（当时会上邀请了NHL前球员韦恩·格雷茨基作为嘉宾）上，推出了BlackBerry Passport，程守宗称，BlackBerry Passport的推出，将突破触屏设备的传统。程守宗还对iPhone 6弯曲变形的问题开了个玩笑，称“BlackBerry Passport不易弯曲，如果要弯曲起这部手机，需要一点努力。”
黑莓公司计划于2014年底前，在全球30个国家和地区发售该款手机。而该款手机的无锁版则可在黑莓在加拿大、法国、德国、英国和美国的网站购买。加拿大的研科和美国的AT&T是首两个开售BlackBerry Passport的运营商。香港于2014年10月9日开售，售价6288港元。
2015年1月，黑莓推出了黄金版的Passport，售价为3000美元，限量50台。

## 主要特色与功能
BlackBerry Passport的外观类似于一本护照，而实际上，这款手机的高度比护照高了2毫米左右，宽度几乎一致。该手机还采用磨砂塑料钢架作为设计元素。Passport虽然使用黑莓手机传统的QWERTY全键盘，但键盘进行了重新设计，除减少键盘面积外，还删除了Alt和Shift按键，并具备触摸板功能，可实现手势滚动、选择文字、删除文字及自动完成输入建议，这使得Passport的文字输入速度比其他手机要快。AT&T销售的版本与国际版不同，为外观为四边圆角的版本，这一版本是根据运营商的请求来设计的。
BlackBerry Passport使用4.5英寸屏幕，并采用康宁第三代大猩猩玻璃，屏幕解析度为1440×1440像素（453PPI），屏幕画面比例相当于1：1，比其他平板手机要宽得多。这款手机搭载2.2 GHz四核Krait 400处理器，并使用骁龙801系统芯片，3GB RAM和32GB内部存储空间，以及3450毫安不可拆卸的电池，若同时运行多个程序，则可待机30小时。摄像方面，该手机1300万像素后置摄像头及200万像素前置摄像头。另外，在使用Passport拨打电话时，手机会根据当前位置和环境自动调节音量。
该款手机搭载了BlackBerry 10.3系统，内置了BlackBerry Assistant应用，用户可使用語音或文字指令以連接到電郵、通訊錄、行事曆或其他BlackBerry 10應用程式。手机除内置黑莓自有的黑莓世界应用商店外，还预装了第三方的Amazon Appstore，可安装APK文件（即Android应用程序），拓宽了黑莓应用的数量和适用范围。
网络方面，该手机支持4个GSM（2G）和5个UMTS（3G）频段，另外支持10个LTE（4G）频段（1、2、3、4、5、7、8、13、17和20） 。而AT&T版只支持9个LTE频段，不包括LTE-FDD13频段。

## 销售
BlackBerry Passport在开售后的6小时内，共售出20万台，在亚马逊和黑莓网站的预定库存已全部售罄。

## 评价
BlackBerry Passport的评价不一。CNET的网站编辑对Passport给出了极高的评价，理由是手机屏幕显示质量高、极好的输入体验和独特的触摸手势。而操作系统性能也颇高，还预装了Amazon Appstore。虽然应用数量比其他黑莓系统更多，原则上所有的Android应用程序都可以在这款手机上运行，但基本上所有的Android应用程序均不能完美匹配这款手机的屏幕。
The Verge的网站编辑称，BlackBerry Passport的外形比主流的智能手机要大得多，操作相对不方便。虽然键盘为重新设计的的布局，但仍然称赞这是维护公司的传统品质。网站编辑还称，Passport集黑莓过去15年大成于一身，但那些都跟现今的世界没有太大关系。